# Labium wahli
Labium wahli är en stekelart som beskrevs av Porter 2003. Labium wahli ingår i släktet Labium och familjen brokparasitsteklar. Inga underarter finns listade i Catalogue of Life.